# Rock 'n' Roll Suicide
"Rock 'n' Roll Suicide" é uma canção do músico britânico David Bowie, lançada como a faixa final do álbum The Rise and Fall of Ziggy Stardust and the Spiders from Mars, em junho de 1972. Em abril de 1974, a RCA relançou a faixa como single.
A canção detalha o colapso de Ziggy Stardust como um rockstar velho e fracassado. Sendo também a canção de encerramento das apresentações ao vivo de Ziggy Stardust (persona de David Bowie).